# Wasserlosen (Gemeindeteil)
Wasserlosen ist ein Gemeindeteil der Gemeinde Wasserlosen im Landkreis Schweinfurt (Unterfranken, Bayern).

## Geographie
Das Kirchdorf Wasserlosen liegt in Unterfranken auf der Fränkischen Trockenplatte.
Im Süden von Wasserlosen liegt Greßthal, im Norden Sulzthal, im Südosten Obbach.

## Geschichte
Am 4. Juli 804 wurde Wasserlosen das erste Mal urkundlich mit dem Namen „Wazerlosum“ erwähnt.
Am Ende des Deutsch-Französischen Krieges 1870/71 gab es zwei Gefallene aus Wasserlosen.
Am 4. Februar 1911 wurde die erste Wasserleitung in Betrieb genommen. Damit war die Wasserknappheit, die der Ortschaft den Namen gab, vorerst beendet. Im Jahre 1982 wurde Wasserlosen an den Wasserbeschaffungs-Verband Kaistener Gruppe angeschlossen.
Wasserlosen hatte am Ende des Zweiten Weltkrieges 33 Gefallene und 10 Vermisste zu beklagen.
Im Jahr 1951 drohte auf Weisung der Amerikaner eine Erweiterung des Truppenübungsplatzes Hammelburg (Bonnland), der neben fünf anderen Dörfern auch Wasserlosen zum Opfer fallen sollte. Am 8. Juni 1951 fuhren mehrere hundert Bauern nach Bonn, um vor dem Bundeshaus gegen diese Absichten zu demonstrieren. Aufgrund des massiven Protestes und Widerstandes der Bevölkerung und der Mithilfe der Bundestagsabgeordneten Maria Probst wurde von der Verwirklichung dieser Pläne abgesehen. Als Dank für die Hilfe wurde später die Sporthalle nach ihr benannt.
Am 30. Dezember 1980 weilte der ehemalige Bundespräsident Karl Carstens auf einer seiner Wanderungen quer durch Deutschland für drei Stunden in Wasserlosen. Unter seinen 400 Mitwanderern war der ehemalige Wirtschaftsminister Michael Glos.

## Kultur und Sehenswürdigkeiten

### Sehenswürdigkeiten

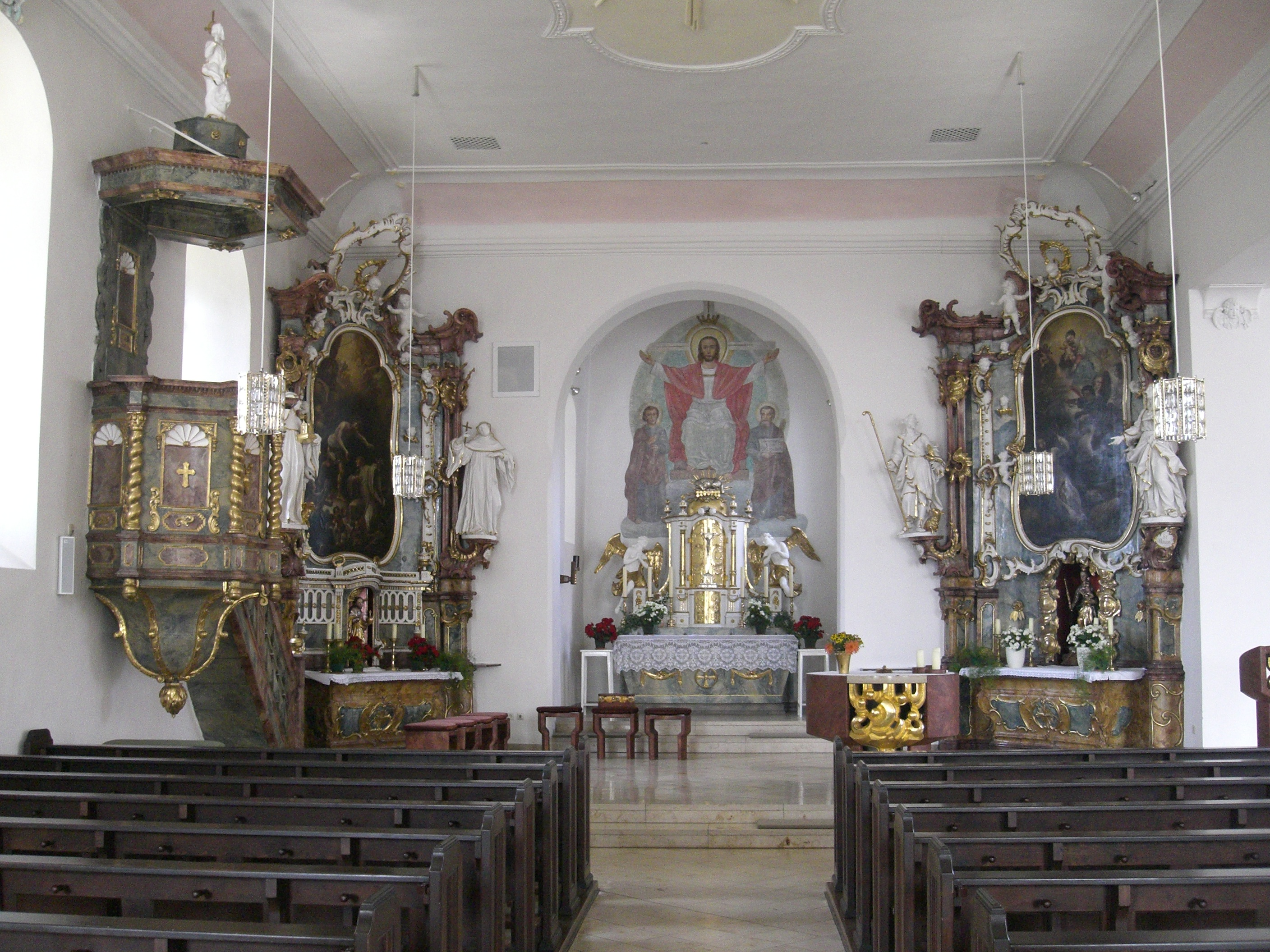
Simon-und-Judas-Kirche von innen

- Simon-und-Judas-Kirche aus dem Jahr 1574. Im Zweiten Weltkrieg wurden die große Marienglocke mit 1150 kg und die Josefsglocke mit 575 kg im Glockenfriedhof in der Nähe des Hamburger Hafens eingeschmolzen.
- An der Straße nach Sulzthal gibt es die Lourdes-Kapelle.
- Bildstöcke

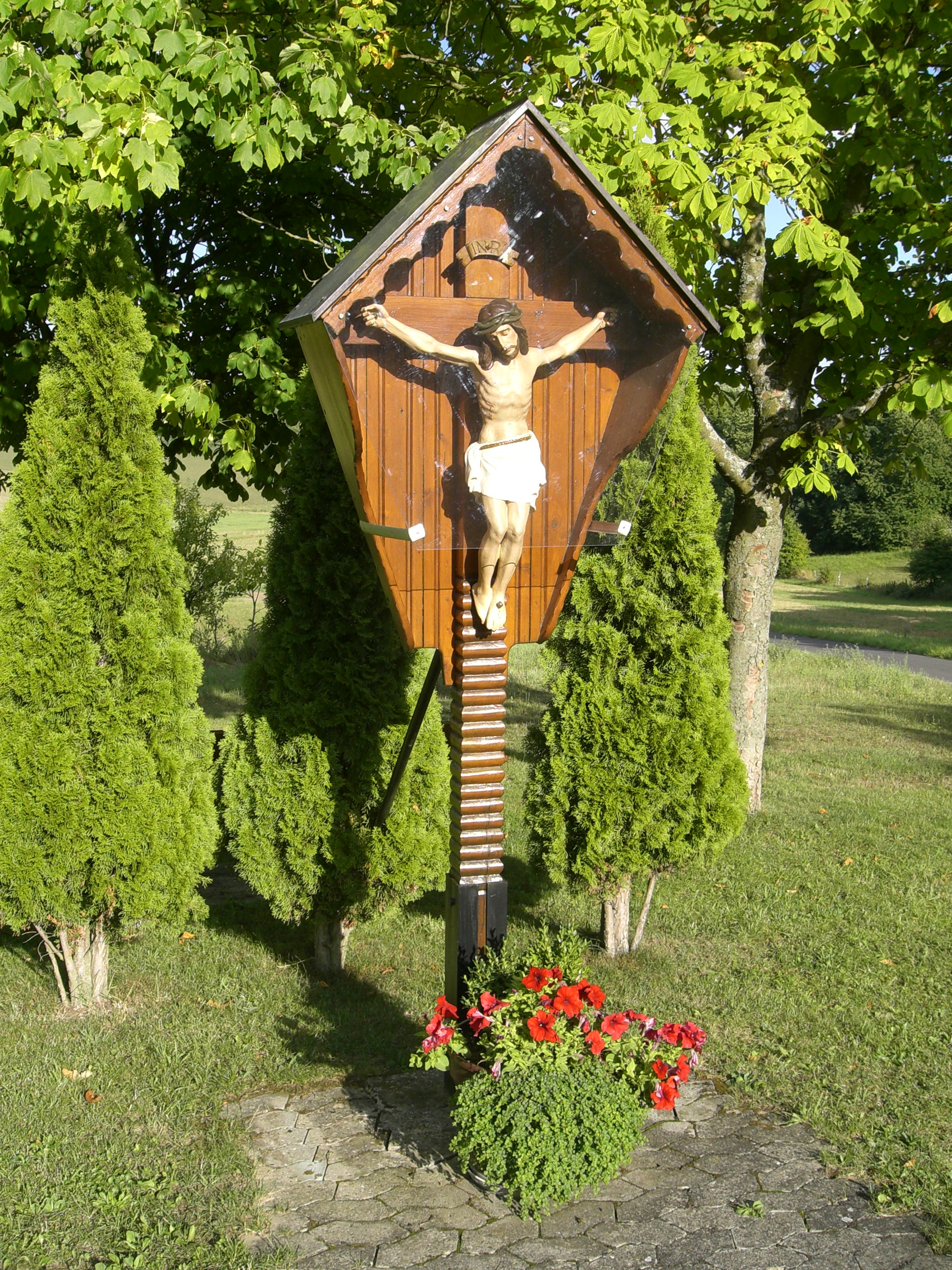
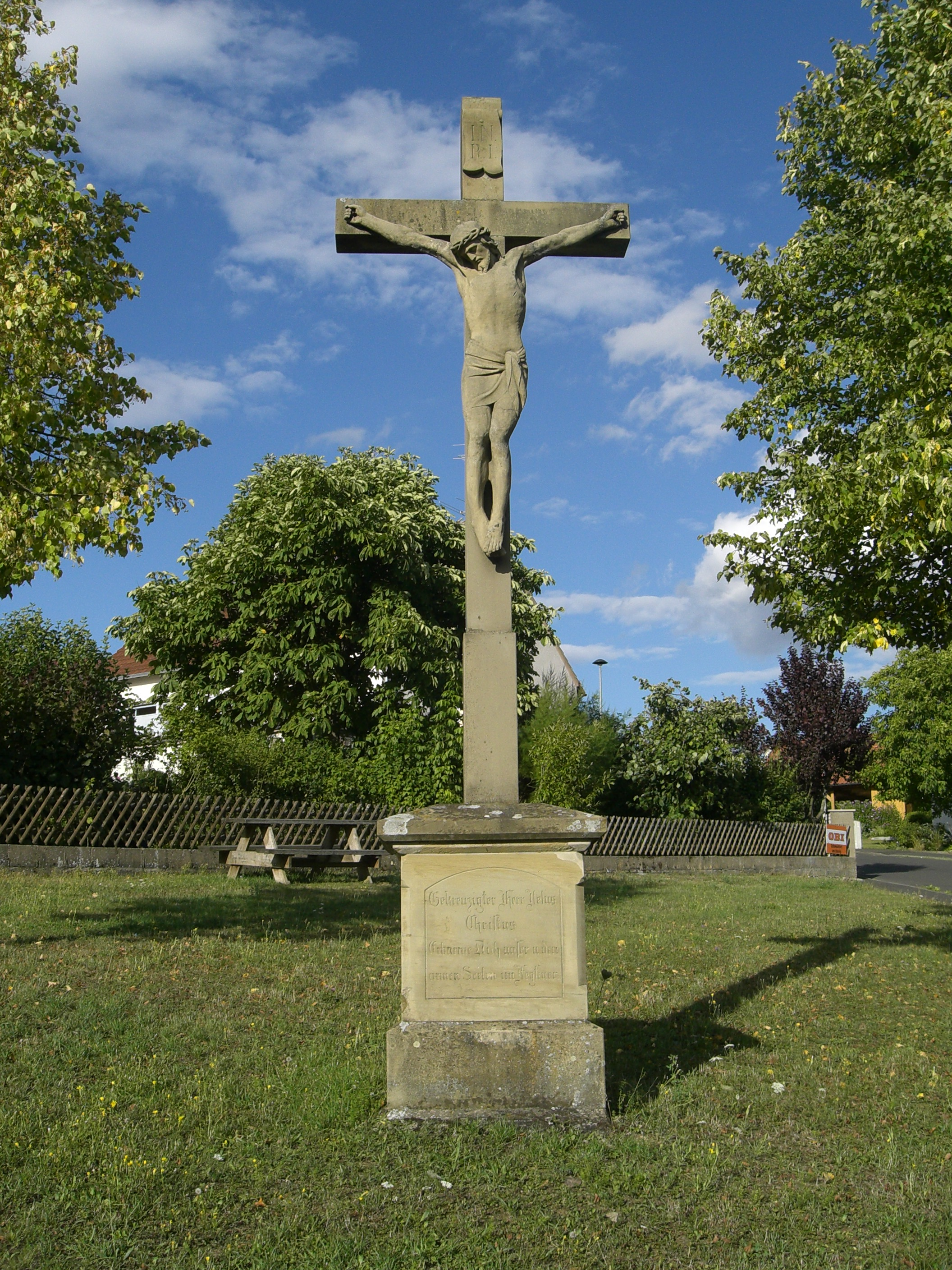
Kruzifix
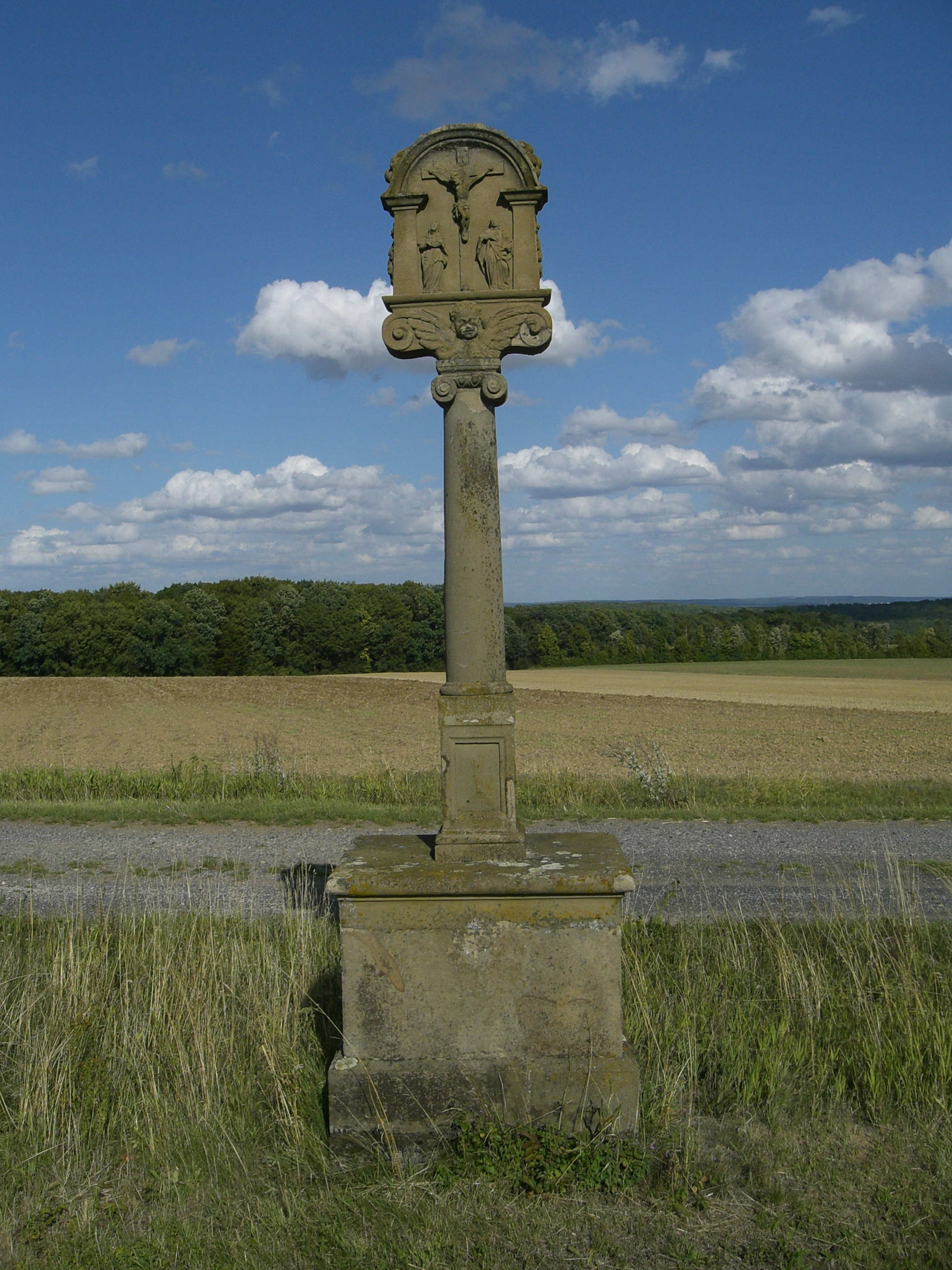
Bildstock auf der Anhöhe zwischen Greßthal und Wasserlosen
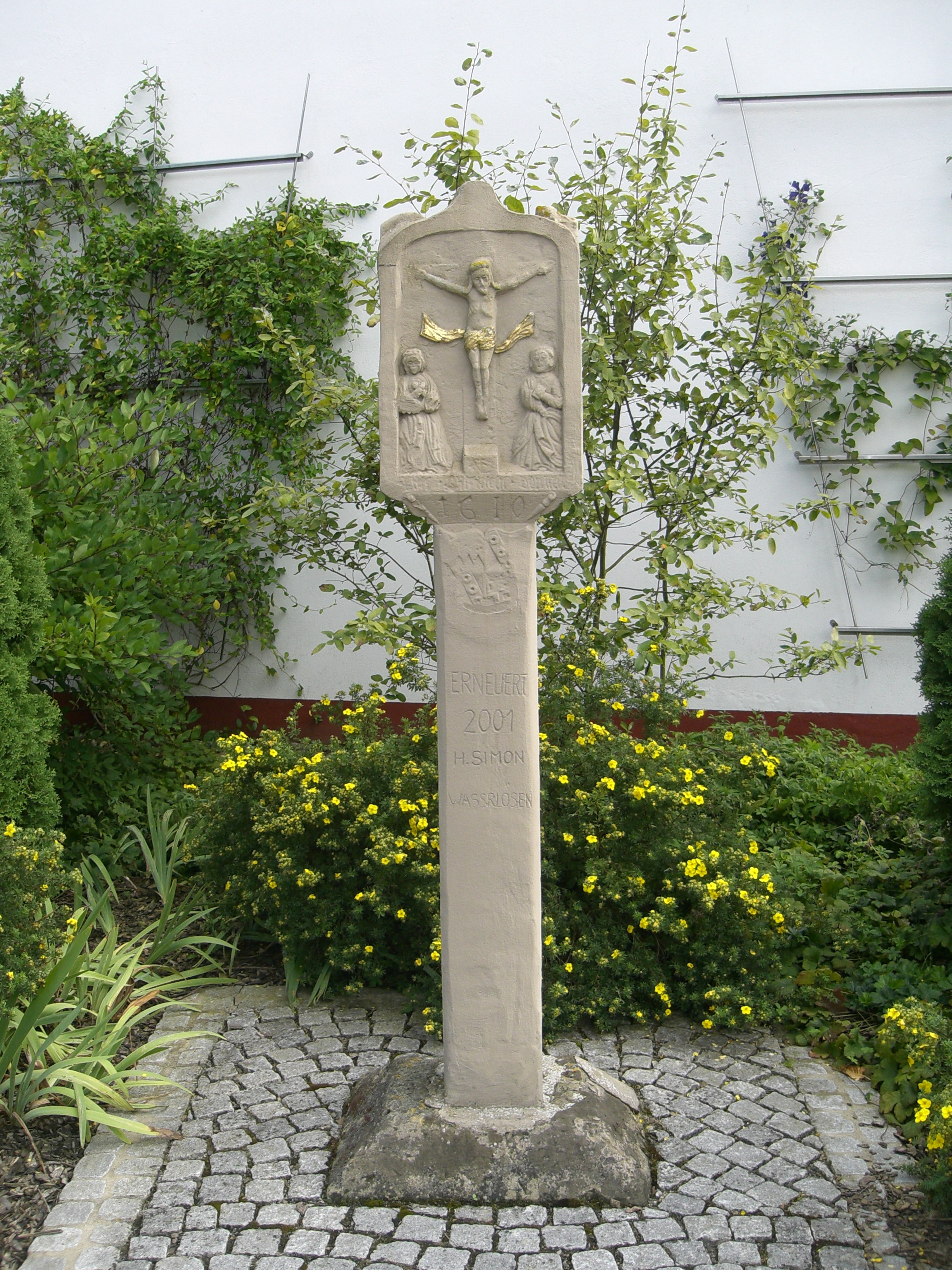
Bildstock aus dem Jahr 1610

### Vereine
- Musikfreunde Wasserlosen (gegründet am 13. Januar 1977)
- Freiwillige Feuerwehr (gegründet am 1. August 1886)
- FC Wasserlosen (gegründet 1928)
- Eigenheimer Vereinigung (gegründet 1975)
- VdK Wasserlosen (gegründet im Juli 1947)
- BRK Wasserlosen (gegründet 1966)
- Johanneszweigverein Wasserlosen e. V. (gegründet 1921)

### Bauwerke
- Dr.-Maria-Probst-Halle

|  |  |  |  |

- Das alte Rathaus wurde bis zum 1. Mai 1978 genutzt, bevor die neue Gemeinde Wasserlosen mit Sitz in Greßthal entstand. Die alte Schule wurde bis 1966 genutzt.

|  |  |  |  |

## Wirtschaft und Infrastruktur

### Verkehr
Von Wasserlosen aus kann man über Greßthal auf die Anschlussstelle 98 Wasserlosen der Autobahn A 7 (E 45) fahren.
Es gibt eine Busverbindung (Nr. 8139) der Omnibusverkehr Franken GmbH (OVF) nach Schweinfurt.

### Bildung
In Wasserlosen befindet sich die Grundschule für die Ortschaften Wasserlosen, Greßthal, Schwemmelsbach und Rütschenhausen.